# آنا دي سوزا
آنا دي سوزا أو نجولا آنا نزينجا مباندا، والتي كانت تُدعي أيضا بالملكة نزينجا (كاباسا 1583 – ماتامبا، 17 ديسمبر 1663). كانت نزينجا ملكة لمملكتي ندونغو وماتامبا، في جنوب غرب أفريقيا في القرن السابع عشر. كان اسمها المعروف في ندونغو وماتامبا هو الاسم الذي استخدمه البرتغاليون في تسمية المنطقة لاحقاً وهو (أنجولا). وهي واحدة من أشهر النساء الإفريقيات في مقاومة الاستعمار الأوروبي. قادت الحرب ضد البرتغاليين في أنغولا لمدة أربعة عقود (1620 – 1660).

## التاريخ
عاشت نزينجا خلال فترة شهدت نمواً سريعاً في تجارة الرقيق الأفريقيين وتوطيد القوة البرتغالية في المنطقة. كانت نزينجا ابنة مباندي نغولا كيلوانخي، وكان اخيها نجولي بيبوندي (ملك ماتامبا ايضاً)، والذي قاد تمرد على نمو الحكم البرتغالي في المنطقة عام 1618)، وقيل انه تم هزيمته على يد القوات البرتغالية بقيادة لويس منديس دي فاسكو. ظهر اسم نزينجا في السجلات التاريخية بعد تلك الهزيمة بثلاث سنوات، كمبعوثة من قبل اخيها، في مؤتمر سلام مع حاكم لواندا البرتغالي.
بعد سنوات من غارات البرتغاليين بهدف القبض على العبيد الأفريقيين، والتي تخللها معارك متقطعة، قامت نزينجا بالتفاوض للحصول على هدنة، حتى انها قامت بدخول المسيحية لتعزيز المعاهدة واتخاذها لأسم برتغالي ألا وهو دونا آنا دي سوزا.
في العام الذي يليه، تم استئناف الأعمال العدائية مرة اخري. وكانت الأسباب غير معروفة على وجه التحديد، فهناك رأيان:
الأول: قيادة الملك نجولي بيبوندي تمرداً جديداً مرة أخري، وشن هجوما كبيراً ضد البرتغاليين واستطاع هزيمة القوات البرتغالية الخاصة بالحاكم البرتغالي جواو كوريا دي سوزا عام 1621. من جانبها، بقيت آنا دي سوزا وفية وعلى عهدها مع البرتغاليين، حتى قاموا بنفيها وقتل وتسميم طفلها.

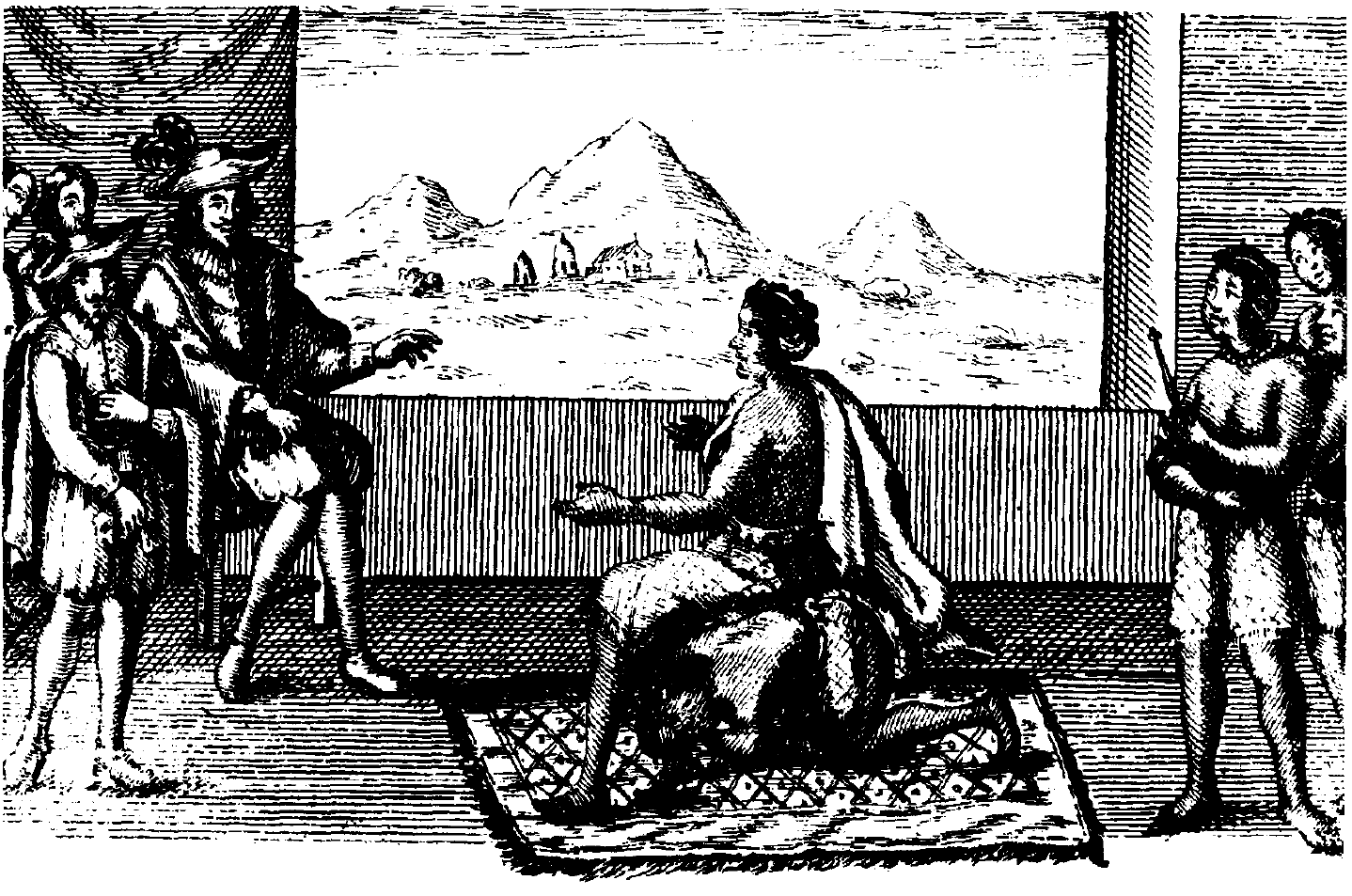
رسمة توضيحية، تبين الملكة آنا دي سوزا في مفاوضاتها مع ملك لواندا البرتغالي عام 1657.

الثاني: بعد ان خرقت البرتغال بنود المعاهدة، طلبت آنا دي سوزا من اخيها التدخل ومحاربة الغزو البرتغالي. ونظراً لرفض نجولي بيبوندي طلبها، شكلت آنا دي سوزا تحالفاً مع شعب چاجا عن طريق التزوج من قائدهم، ومن ثم قامت بغزو ماتامبا.
اكتسبت آنا دي سوزا سمعة لا بأس بها خلال الحرب عن طريق قيادتها للقوات شخصياً ومنعها لأي شخص من إطلاق لقب «الملكة» عليها، بل كانت تفضل مناداتها بقلب «الملك». في عام 1635، كانت آنا دي سوزا في مفاوضات لتشكيل ائتلاف مع ممالك الكونغو، كاسانجي وديمبوس وكيساما.

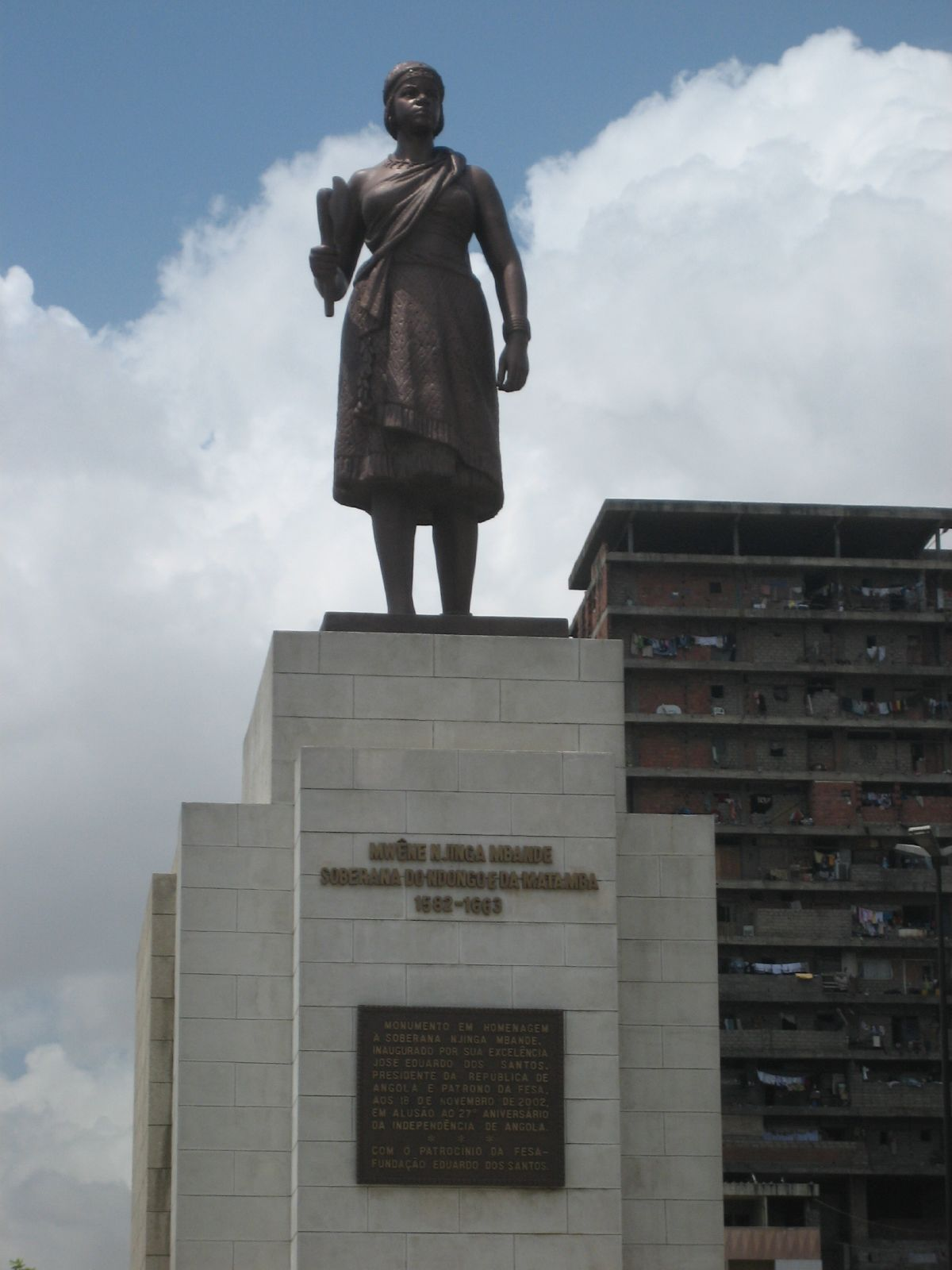
تمثال الملكة نزينجا في لواندا.

على أي حال، فبوصف تلك التحالفات على انها دولة ذات سيادة، فقد كسروا التزاماتهم مع البرتغال، متخليين عن الدين الكاثوليكي ومهاجمتهم لكلاً من القوات البرتغالية والسكان البرتغاليون الذين يعيشون في المنطقة بقسوة شديدة. هزم حاكم مستعمرة أنجولا، والذي يدعي فرناو دي سوزا، تلك التحالفات بقيادة آنا دي سوزا، وقبض على اثنين من اخواتها وارسلهم إلى لواندا، حيث تم اعطائهم هناك أسماء سيدات وارجاعهم مرة اخري إلى ماتامبا عام 1623 لإزلالهم.
بعد ذلك، حافظت الملكة على عملية السلام مع البرتغال خلال عقدين، حتى وجدت فرص للمقاومة في خطط غزو أنغولا من قبل الشركة الهولندية في جزر الهند الغربية. قامت آنا دي سوزا بتشكيل تحالف مع الهولنديين، الذين كانوا قد استولوا بالفعل في ذلك الوقت على جزءاً كبيراً من الإقليم الشرقي للبرازيل والذي كان تحت سيطرة البرتغال. بمساعدة قوات آنا دي سوزا، نجح الهولنديون في احتلال لواندا من 1641 إلى 1648.
في يناير عام 1647، هزم جاسبر بورخيس دي مادوريرا قوات آنا دي سوزا، وآسر واحدة من شقيقاتها، باربرا. بعد إعادة الاستيلاء النهائي على أنغولا مرة اخري من قبل القوات البرتغالية تحت قيادة سلفادور كوريا دي بانيفيديس، تراجعت آنا دي سوزا من جديد إلى ماتامبا حيث استمرت في المقاومة.
في عام 1657، أقنعتها مجموعة من المبشرين الفرانسيسكيين الإيطاليين بالعودة إلى الكاثوليكية مرة اخري، مقابل قيام حاكم أنغولا، لويس مارتينيز دي سوزا تشيتشورو، بتحرير أختها الاسيرة.
في عام 1659، وقعت آنا دي سوزا معاهدة سلام جديدة مع البرتغال. توفقت آنا دي سوزا وفاة طبيعية في عام 1663، في سن الثمانين من العمر.
بعد وفاتها، تم نقل 7000 من جنودها إلى البرازيل وبيعهم كعبيد. تمكن البرتغاليون من السيطرة على المنطقة في عام 1691. لم تتمكن البرتغال من فرض سيطرتها التامة على بعض المناطق حتى القرن العشرين، ويرجع ذلك في الأساس إلى نوع الاستعمار الذي كانت تمارسه البرتغال والذي كان مركزاً على السواحل.